# Ocina de Sus, Prahova
Ocina de Sus este un sat în comuna Adunați din județul Prahova, Muntenia, România.